# Királyi sztrájk

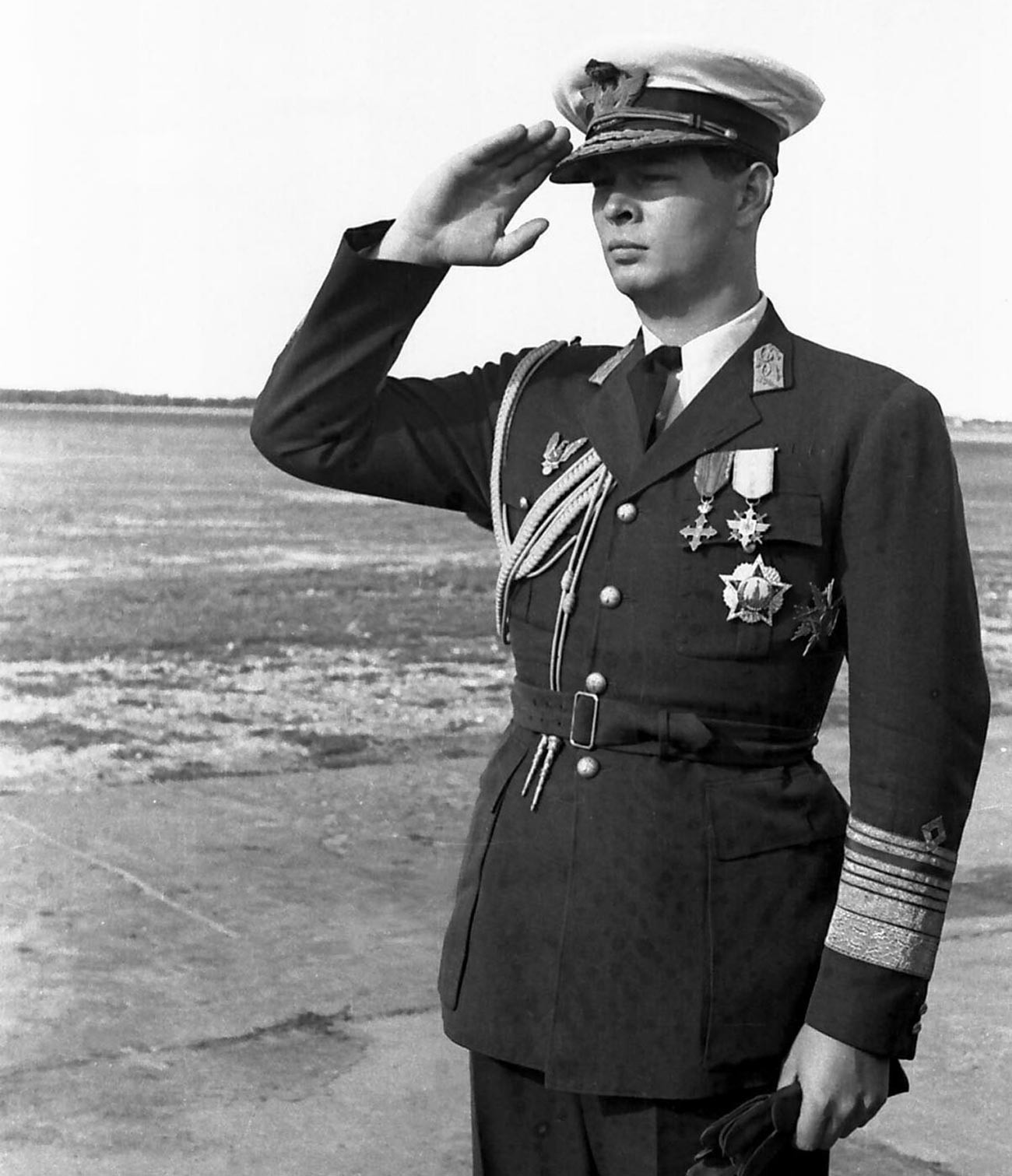
I. Mihály 1945-ben

Királyi sztrájk a neve a Romániában 1945. augusztus 21-étől 1946. január 7-éig tartó időszaknak, amelynek ideje alatt I. Mihály román király nem volt hajlandó aláírni a törvényeket illetve fogadni az első Groza-kormány minisztereit.

## Háttere

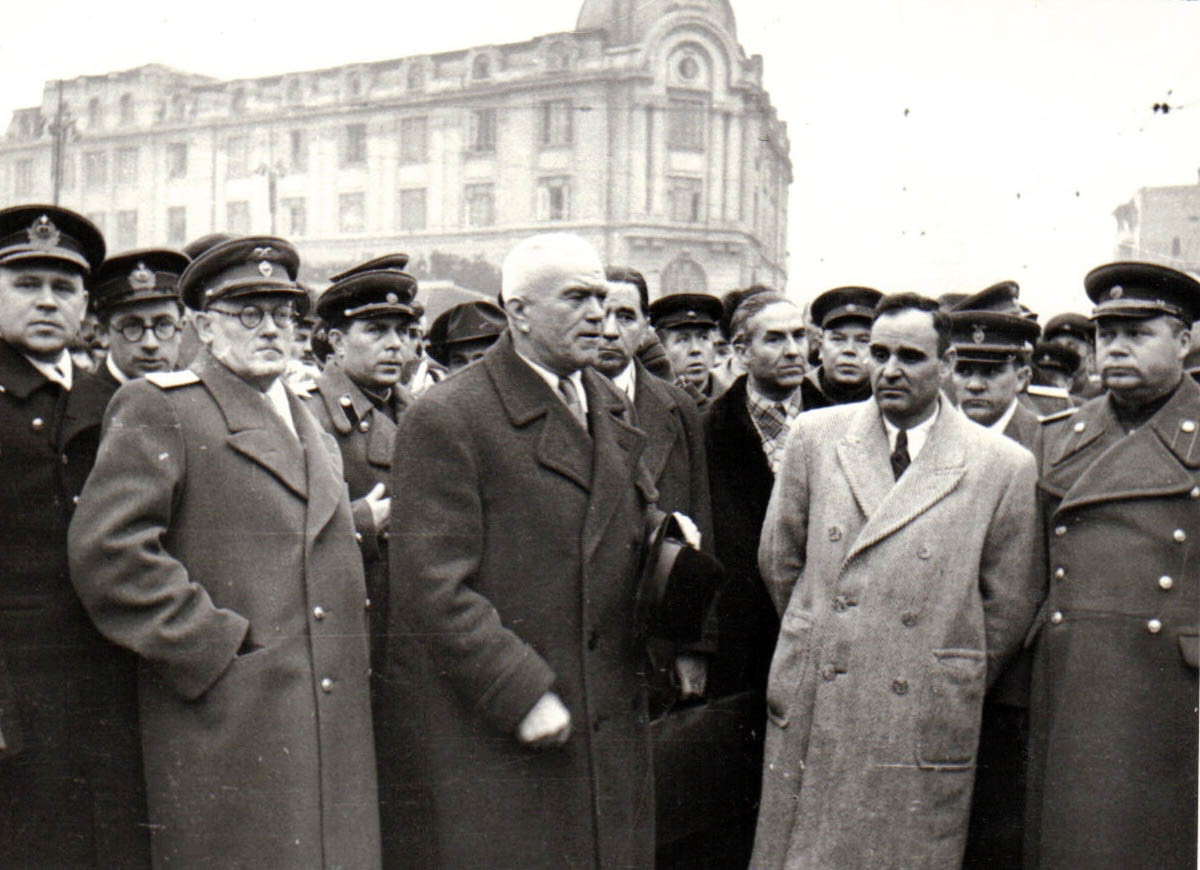
1945. március 14.: A Groza-kormány tagjai visszatérnek Bukarestbe az Észak-Erdély visszaszerzése alkalmából Kolozsváron tartott ünnepségről. Bal oldalon (szemüveggel, zsebre tett kézzel) Visinszkij, középen Petru Groza, mellette (világos színű kabátban) Gheorghe Gheorghiu-Dej

Románia a második világháborúban 1944. nyaráig a Harmadik Birodalom szövetségese volt. Miután 1944. augusztusban a szovjet hadsereg behatolt Romániába, augusztus 23-án I. Mihály király a hadsereg támogatásával puccsot hajtott végre, a letartóztatott Antonescu marsall helyett Constantin Sănătescu tábornokra bízta a kormányalakítást, és átállt a szövetséges hatalmak oldalára. Egy kormányválságot követően november 4-én ismét Sănătescu alakított kormányt, majd miután szovjet és kommunista nyomásra kénytelen volt lemondani, december 6-án Nicolae Rădescu tábornok lett a miniszterelnök. 1945. februárban ismét kormányválságra került sor, és a kommunista vezetésű Országos Demokrata Arcvonal a kormány lemondását követelő tüntetést szervezett. Rădescu lemondását követően Andrej Visinszkij szovjet külügyminiszter-helyettes Észak-Erdély helyzetét felhasználva nyomást gyakorolt I. Mihály királyra, hogy a fasisztának tekintett Rădescu helyére az Ekésfront vezetőjét, Petru Grozát nevezze ki. A király és körei tudták azt, hogy az angol–amerikai erők számára a balkáni államok nyugatbarát orientációjának védelme nem jelent prioritást, és Erdély kérdésében csak a Szovjetunióra számíthatnak, így a szovjet támogatás megszerzése érdekében március 6-án a király Grozát nevezte ki miniszterelnöknek. Groza kérésére március 9-én Sztálin engedélyezte, hogy a román közigazgatást kiterjesszék Észak-Erdélyre; az eseményt I. Mihály március 13-án Kolozsváron ünnepelte meg Petru Groza és Visinszkij társaságában.
Groza kormányában a miniszterek többségét a baloldali Országos Demokrata Arcvonal delegálta, és részt vett benne a Gheorghe Tătărescu-féle neo-liberális párt, de a korábbi történelmi pártok, a Nemzeti Parasztpárt és a Nemzeti Liberális Párt vezetői, Iuliu Maniu és Dinu Brătianu nem fogadták el a pártjaiknak felkínált tálcákat. Az ország a szovjetekkel kötött kompromisszum hatására baloldalra tolódott, a történelmi pártokat igyekeztek ellehetetleníteni. Az új román kormányt a Szovjetunió elismerte, Nagy-Britannia és az Amerikai Egyesült Államok azonban nem, mivel úgy vélték, hogy összetétele folytán nem képviseli széleskörűen a lakosság összes demokratikus elemét.

## Története
1945. augusztus 19-én Mihály király lemondásra szólította fel a miniszterelnököt, hivatkozva a nagyhatalmak potsdami nyilatkozatára, amely szerint a békeszerződéseket elismert, demokratikus kormányokkal kell megkötni. A Szovjetunó által támogatott Groza nem volt hajlandó a lemondásra, mondván, hogy „kormánya amerikai elismerésének kérdése csekély jelentőségű és a Szovjetunió végső soron meg fogja szerezni az angol-amerikai beleegyezést a
békeszerződéshez”. Augusztus 20-án a király ismét lemondásra szólította fel a miniszterelnököt, és ismételt elutasításban volt része. (A lemondás elutasítását alkotmányellenesnek tartják, mivel az 1923-as román alkotmány szerint a miniszterek kinevezésének és felmentésének joga a királyt illette. Ugyanakkor kérdéses, hogy az 1923-as alkotmány, amelyet 1923-ban felfüggesztettek, és 1944. augusztus 31-én jelentősebb módosításokkal újra hatályba helyeztek, milyen mértékben volt érvényes; van olyan vélemény is, amely szerint az újonnan kialakuló hatalom akarattal használta a nem egyértelmű jogi hátteret saját céljainak elérésére.)
Tiltakozásul a király augusztus 21-étől sztrájkba lépett, nem volt hajlandó semmilyen, a kormány által javasolt rendeletet vagy törvényt ellenjegyezni, illetve nem volt hajlandó fogadni a minisztereket. Ez azonban nem akadályozta meg a Groza-kormányt, hogy alkalmazza ezeket az alkotmányellenes módon kihirdetett jogszabályokat. A király a három nagyhatalom képviselőitől kért segítséget egy megfelelő kormány alakításához, amelyek a szövetséges Külügyminiszterek Tanácsának 1945. szeptemberi londoni és 1945. decemberi moszkvai ülésszakán foglalkoztak az üggyel. Molotov makacsul ragaszkodott ahhoz, hogy a Groza-kormány demokratikus jellegű, az angol és amerikai külügyminiszter viszont továbbra is az el nem ismerés mellett maradt; megegyezés nem jött létre.
A királyi sztrájk közben, 1945. november 8-án Bukarestben nagy monarchiapárti illetve kommunistaellenes tüntetésre került sor a király neve napja alkalmával; a lemondásra felszólított kormány azzal találta szembe magát, hogy a nép a király pártján áll. Azzal az ürüggyel, hogy a tüntetők államcsínyre készülnek, a kormány katonai erővel feloszlatta a tüntetést. Több száz embert letartóztattak, a sebesültek száma néhány tíz, a halottaké  tizenegy volt.
A külügyminiszterek következő, 1945. decemberi moszkvai ülésén, az Amerikai Egyesült Államok távol-keleti érdekeinek, illetve a Szovjetunió balkáni „különleges biztonsági érdekeinek” kölcsönös elismerésével megszületett a megállapodás. A román királynak azt tanácsolták, bővítse ki a kormányt a Nemzeti Parasztpárt és a Liberális Párt egy-egy tagjával, és a kormány a lehető leghamarabb írjon ki választásokat.
A szövetséges külügyminiszterek javaslatának megfelelően Mihail Romniceanu (Nemzeti Liberális Párt) és Emil Hațieganu (Nemzeti Parasztpárt) tárca nélküli miniszterek lettek a kormányban, és 1946. január 7-én letették az esküt; ezzel a királyi sztrájk véget ért. Február 6-án az Amerikai Egyesült Államok, február 15-én Nagy-Britannia újra felvette a diplomáciai kapcsolatokat Romániával.